# Pete Smith (productor)
Pete Smith (4 de septiembre de 1892 – 12 de enero de 1979) fue un publicista, productor y narrador de cortometrajes de nacionalidad estadounidense, galardonado con el Premio Oscar.

## Biografía
Su verdadero nombre era Peter Schmidt, y nació en la ciudad de Nueva York. En la década de 1920 Smith era publicista de Metro-Goldwyn-Mayer, y encargado de las escenas de acción con perros entrenados que se filmaban para las producciones que el estudio llamaba Comedias Dogville. Smith también narraba los noticiarios deportivos del estudio, embelleciendo ciertas escenas con sus propios comentarios. Tanto el estudio como el público disfrutaban del talento de Smith para la comedia, por lo que se le dio una serie propia, Pete Smith Specialties, producida entre 1931 y 1955 y con un total de 150 cortos. Muchas de las risas generadas por la irónica narración en off eran producidas por el mismo Smith, y su estilo nasal y prosaico fue imitado por otros artistas.
En la entrega de los Premios Óscar de 1953, Smith fue galardonado con un Óscar honorífico gracias a su serie "Pete Smith Specialties." Además, en febrero de 1960, a Smith se le concedió una estrella en el Paseo de la Fama de Hollywood, en el 1621 de Vine Street.
La salud de Smith se resintió en sus últimos años, habiendo de pasar los mismos en un sanatorio en Santa Mónica (California), suicidándose el 12 de enero de 1979 al saltar desde una ventana de la institución.

## Filmes
Una lista parcial de otros cortos de Smith incluye a los siguientes: 
- Swing High, 1932 (únicamente como narrador)
- Inflation, 1933 (sin créditos)[4]
- Radio Hams, 1939
- Third Dimensional Murder, 1941
- The Tree in a Test Tube, 1942
- Water Wisdom, 1943
- A Wife's Life, 1950

La mayoría de sus cintas era documentales humorísticos, con una duración tipo de 9 a 11 minutos. Entre los temas que Smith trataba figuraban consejos domésticos al estilo de Emily Post (autora especializada en la etiqueta), la vida de los insectos vista a través del microscopio, el entrenamiento y el material militar durante la Segunda Guerra Mundial, y las lecciones de baile. Hubo incluso varias "series dentro de la serie", como algunos cortos dedicados al fútbol americano o a la vida animal. Smith también fue el narrado de un corto patriótico del Gobierno de Estados Unidos, The Tree In a Test Tube (1943), filmado en color, y en el cual participaban Stan Laurel y Oliver Hardy. En la década de 1940 el actor Dave O'Brien fue el foco de Pete Smith Specialties, personificando todas las molestias de la vida cotidiana, siendo sus escenas mudas, y acompañándose las mismas de los comentarios de Smith.

## Premios y distinciones
Premios Óscar
| Año  | Categoría                        | Película              | Resultado |
| ---- | -------------------------------- | --------------------- | --------- |
| 1934 | Mejor cortometraje - Innovación  | Menu                  | Nominado  |
| 1935 | Mejor cortometraje de innovación | Strikes and Spares    | Nominado  |
| 1937 | Mejor cortometraje - Un rollo    | Wanted                | Nominado  |
| 1941 | Mejor cortometraje - Un rollo    | Quicker'n a Wink      | Ganador   |
| 1943 | Mejor cortometraje - Un rollo    | Marines in the Making | Nominado  |
| 1944 | Mejor cortometraje - Un rollo    | Seeing Hands          | Nominado  |
| 1945 | Mejor cortometraje - Un rollo    | Movie Pests           | Nominado  |
| 1947 | Mejor cortometraje - Un rollo    | Sure Cures            | Nominado  |
| 1948 | Mejor cortometraje - Un rollo    | Now You See It        | Nominado  |
| 1949 | Mejor cortometraje - Un rollo    | You Can't Win         | Nominado  |
| 1950 | Mejor cortometraje - Un rollo    | Wrong Way Butch       | Nominado  |
| 1951 | Mejor documental largo           | With these hands      | Nominado  |

- Premios Óscar de 1934: Strikes and Spares
- Premios Óscar de 1935: Audioscopiks
- Premios Óscar de 1936:  La Fiesta de Santa Barbara
- Premios Óscar de 1937: Penny Wisdom (ganado) y Romance of Radium
- Premios Óscar de 1941: Army Champions
- Premios Óscar de 1949: Water Trix